# Chevalier noir (poisson)
Moxostoma duquesnei
Espèce
Le Chevalier noir (Moxostoma duquesnei) est une espèce nord-américaine de poissons d'eau douce de la famille des Catostomidae.

## Description
Moxostoma duquesnei peut mesurer jusqu'à 51 cm de longueur totale mais sa taille habituelle est d'environ 28,5 cm. Son poids maximal enregistré est de 1,0 kg et son âge maximal de 10 ans. L'adulte se nourrit de petits invertébrés benthiques, notamment de microcrustacés et de larves de moucherons.

## Répartition
Ce poisson se rencontre aux États-Unis et au Canada. Il est présent dans les mares, les ruisseaux et les rivières de petite et moyenne taille, à fond sableux ou rocheux.. On le trouve également dans les retenues d'eau.

## Dénominations
Ce taxon porte en français les noms vernaculaires ou normalisés suivants : Chevalier noir.

## Systématique
Le nom valide complet (avec auteur) de ce taxon est Moxostoma duquesnei (Lesueur, 1817),
À noter que l'épithète spécifique de cette espèce est notée duquesnii dans la publication de 1817, ce qui est incorrect.

### Étymologie
Son épithète spécifique, duquesnei, fait référence à l'ancien Fort Duquesne (désormais Pittsburgh où a été découverte cette espèce.

### Publication originale
- (en) C. A. Lesueur, « A new genus of fishes, of the order Abdominales, proposed, under the name of Catostomus; and the characters of this genus, with those of its species, indicated », Journal of the Academy of Natural Sciences of Philadelphia, États-Unis, vol. 1, no 6,‎ octobre 1817, p. 102-111 (ISSN 0885-3479, lire en ligne, consulté le 29 mai 2025).